# Enrique Camerano
Enrique Camerano  ( Italia, 8 de junio de 1908 – Buenos Aires, Argentina, 1 de junio de 1979 ), que tenía el apodo de El Gitano, fue un compositor y violinista dedicado al género del tango que realizó su actividad profesional en Argentina, país en el que adquirió su ciudadanía. Estuvo 19 años integrando la orquesta de Osvaldo Pugliese e intervino en más de 200 grabaciones y se destacó por la  calidad y técnica particular de sus interpretaciones.  

## Actividad profesional
No se tienen datos sobre la fecha en que llegó a la Argentina. En 1936 Osvaldo Pugliese creó un sexteto que debutó en la famosa Avenida Corrientes, en el Germinal y que fue el punto de partida de su orquesta, que fue presentada en el café El Nacional el 11 de agosto de 1939, con la dirección de Pugliese desde el piano y Enrique Alessio, Osvaldo Ruggiero y Alberto Armengol en bandoneones, Enrique Camerano, Julio Carrasco y Jaime Tursky en violines, Aniceto Rossi en contrabajo y, como cantor, Amadeo Mandarino, orquesta que, aunque con los lógicos recambios, lo acompañó durante 55 años. Así, por ejemplo, a fines de 1943 Oscar Herrero se incorporó como segundo en la fila de violines y estuvo en la orquesta 25 años y trabajó junto a Emilio Balcarce (que reemplazó a Tursky) y Francisco Sammartino (viola). 
Estos músicos, bajo la dirección de Pugliese, fueron los artífices del estilo yumba o estilo Pugliese, una forma determinada de marcación rítmica en la que cada músico hizo su aporte desde el instrumento que tocaba y desde su propia inventiva, forjando una definitiva identidad al estilo de la orquesta. Había staccatos y rubatos, creados en el momento mismo de la ejecución,  contrapuntos entre las cuerdas y los bandoneones o entre el piano conductor y los violines o fueyes, todo ello al servicio de la esencia pura del tango elaborado, pensado, orquestado en equipo con multiplicidad de ideas pero tras el único objetivo de la estética musical.
Durante los 19 años que estuvo con Pugliese, Camerano intervino en más de 200 grabaciones; sus primeros registros como solista fueron en El rodeo y Farol, el 15 de julio de 1943; y los dos últimos en Las tres banderas y Acquaforte del 23 de julio de 1958. Ese año decidió por razones personales dejar la actividad musical y dedicarse al comercio de ropa en la todavía incipiente ciudad costera de Villa Gesell donde se radicó.
Compuso Marianela en colaboración con Manuel Barros y No quiero perderte, con Remo Andrés Domingo Recagno, más conocido como Alberto Morán, quien además lo grabó con Pugliese
Falleció el 1 de junio de 1979.

## Valoración
Sin que pueda decirse que fuera técnicamente un virtuoso, tenía condiciones artísticas, una notable personalidad y en su música había un refinamiento sonoro agradable al oído que, al decir de Simón Bajour, evocaba reminiscencias gitanas. Su forma de arrastrar las notas, pasando el mismo dedo sobre la cuerda al cambiar de nota provocando un sonido muy especial, pasó a integrar el propio estilo de la orquesta que, en la década de 1970  intentó cambiar un poco Mauricio Marcelli, de formación clásica académica.
Un músico destacado y admirador de Camerano, el violinista Ramiro Gallo, dijo:

«Si hay algo por lo que buscaremos y justificaremos su memoria, será por su legado sonoro, sus grabaciones, su sonido, su estilo, y la marca imborrable que dejó en los músicos y en el público al que expresó con su violín de manera magistral y única….el detalle más peculiar: su forma de destacar las notas una por una. Esto se logra a través de una presión del arco sobre las cuerdas suavemente entrecortada, no uniforme. La separación nota por nota, no ocurre de forma brusca, sino con una permanente resonancia. Los dedos de la mano derecha presionan y levantan remarcando cada sonido. Es casi como hablar separando en sílabas, pero de una manera natural, no mecánica, donde cada nota tiene su momento de existencia, su propio énfasis…fruto de una personalidad avasallante, que necesitaba expresar cada nota con un fuego propio…sus solos tiene una manera de exponer los contenidos siempre lógica y con un gran sentido de la forma. No entrega toda la energía desde el comienzo sino que la regula para descargarla en el momento preciso, donde la frase ha llegado al clímax. Se escucha un análisis previo y una ejecución pensada, meditada y lograda.»

Entre las versiones en las que se destaca se encuentran las de Fuimos, De floreo, Mi lamento, Nochero soy, Orgullo criollo, La rayuela,  Si sos brujo, La yumba y, sobre todo, Chiqué y Te aconsejo que me olvides, en la que Camerano en la segunda parte del canto hace un puente de pocas notas y acompaña solo la entrada del cantor dos compases.